# تیم ملی فوتبال شیلی
تیم ملی فوتبال شیلی نماینده شیلی در مسابقات بین‌المللی فوتبال است که زیر نظر فدراسیون فوتبال شیلی فعالیت می‌کند. این تیم تاکنون ۷ بار به جام جهانی فوتبال راه یافته و در جام جهانی فوتبال ۱۹۶۲ که میزبانی آن را بر عهده داشت به مقام سوم جهان رسید. تیم فوتبال شیلی در کوپا آمریکا دو جام قهرمانی دارد که زمان و تاریخِ کسب این دو جام منحصر به فرد است. کوپای ٢٠١۵ پایان یک قرن از عمر این جام بود و کوپا ٢٠١۶ آغاز قرن دوم. فینال هر دو جام بین شیلی و آرژانتین برگزار شد و در اتفاقی عجیب هر دو فینال به ضربات پنالتی کشید و عجیب تر آنکه شیلی هر بار فاتح جام شد. بدین ترتیب قرن اول کوپا آمریکا با قهرمانی شیلی پایان یافت و قرن دوم با قهرمانی شیلی آغاز شد. همچنین جام قرن کوپا  ٢٠١۶ که به صورت ویژه برای یکصدمین سال این تورنمنت طراحی شده بود را شیلی تصاحب کرده و برای همیشه به خانه خود برد.
آنها به جام کنفدراسیون‌های فیفا ۲۰۱۷ راه یافتند، جایی که در اولین حضور خود بعد از  آلمان دوم شدند.